# Le cinque rose di Jennifer
Le cinque rose di Jennifer è un'opera teatrale scritta sia in napoletano sia in italiano da Annibale Ruccello.
Rappresentata per la prima volta nel 1980, è l'opera d'esordio dell'allora ventiquattrenne autore. Il dramma è liberamente ispirato a La voce umana di Jean Cocteau, opera della quale ricalca l'intreccio. Nella prima rappresentazione, fu lo stesso Ruccello a interpretare il ruolo della protagonista.

## Trama
Anni '70. Jennifer è un giovane femminiello che vive in uno squallido monolocale nel fantomatico Rione dei Travestiti di Napoli. Jennifer aspetta una telefonata da Franco, un ingegnere genovese attualmente a Milano per lavoro, che gli ha promesso di chiamarlo non appena tornerà in città; è difficile capire quando (e se) l'uomo chiamerà: il telefono di Jennifer, per un disguido, intercetta tutte le chiamate del quartiere, e il femminiello trascorre la giornata rispondendo amorevolmente a tutte le chiamate, preparandosi all'arrivo di Franco e ascoltando su Radio Cuore le canzoni delle sue artiste preferite, Mina, Ornella Vanoni e Patty Pravo. Le trasmissioni sono spesso interrotte dalle notizie a proposito di uno spietato killer che sta mietendo vittime nel Rione dei Travestiti, il quale compone i corpi adornandoli con cinque rose rosse: questo non sembra preoccupare Jennifer, così come le telefonate di un importuno stalker che si finge Franco e che lei liquida con ironia.
Arriva Anna, un altro femminiello che vive poco distante: poiché sa delle interferenze telefoniche, chiede di attendere a casa di Jennifer le eventuali risposte a un suo annuncio sul giornale per cercare l'anima gemella. Le due intavolano una chiacchierata davanti a un caffè: Jennifer parla della sua famiglia e di Franco, Anna delle disgrazie a causa delle quali è diventata testimone di Geova e del rapporto speciale che ha con la sua gatta Rosinella. Quando Anna tenta di convincere Jennifer ad abbracciare la religione il dialogo comincia a farsi teso, ma una telefonata lo interrompe: Jennifer capisce che non si tratta di Franco e liquida l'interlocutore, salvo poi chiedersi se quella chiamata in realtà fosse per Anna; questa, furibonda, se ne va.
Passano le ore, e una Jennifer sempre più inquieta riceve una telefonata dall'amica Janice e da altri utenti che sbagliano numero; pian piano emerge un'amara verità: il primo e unico incontro tra Jennifer e Franco è avvenuto mesi prima, e da allora il genovese non si è mai fatto sentire; nondimeno Jennifer ha continuato a sperare che tornasse, chiudendosi in casa e preparandogli tutte le sere la cena. Dopo l'ennesima telefonata dello stalker che si finge Franco, Jennifer si ubriaca e si appresta a uscire mettendo nella borsetta una pistola, lasciando intendere che il killer di femminielli sia lei; viene però fermata da un improvviso black out.
Nel buio totale irrompe Anna, disperata per aver trovato la sua adorata Rosinella brutalmente ammazzata. In preda a una crisi nervosa, Anna accusa Jennifer di aver ucciso la gatta, adducendo come motivazione il fatto che essa interferisse con le sue frequentazioni maschili; nel suo delirio inizia a parlare in prima persona, come se le accuse fossero rivolte a sé stessa (e quindi come se lei e Jennifer fossero la stessa persona). Jennifer la distoglie dal proposito di suicidarsi, ma appena Anna le chiede se può rimanere a dormire la butta fuori, perché spera ancora nell'arrivo di Franco. Anna se ne va insultandola.
Ormai fuori di sé, Jennifer prende le cinque rose rosse che all'inizio del dramma aveva messo in un vaso, le stringe al petto e, dichiarando di non voler più stare sola, si spara un colpo in bocca. Un attimo dopo il telefono squilla a vuoto, lasciando gli spettatori nel dubbio che Franco, Anna e il misterioso killer non fossero altro che proiezioni della solitudine di Jennifer.

## Rappresentazioni
- 1980, Cooperativa Il Carro, ’Na Babele Theatre, regia di Annibale Ruccello, con Annibale Ruccello e Francesco Silvestri
- 1994, Festival di Todi, regia di Enrico Maria Lamanna, con Luca Lionello
- 2001, Teatro Stabile di Calabria,  con Geppy Gleijeses e Gennaro Cannavacciuolo
- 2006, Londra Regia di Sabina Cangiano Jennifer Rino De Masco Anna Francesco Caiazza
- 2006, New York Fringe festival Regia Sabina Cangiano Con Rino De Masco e Francesco Caiazza
- 2006, Nuovo Teatro Nuovo di Napoli in collaborazione con Amat, regia di Arturo Cirillo, con Arturo Cirillo e Monica Piseddu
- 2008, Compagnia Teatro il Quadro, regia Agostino Marfella, con Leandro Amato e Fabio Pasquini
- 2012, Teatro Stabile di Innovazione fsc, regia di Pierpaolo Sepe, con Benedetto Casillo e Franco Iavarone
- 2017, GITIESSE - Artisti Riuniti e Teatro Quirino, regia Geppy Gleijeses con Geppy Gleijeses, Lorenzo Gleijeses
- 2019, Teatro Bellini di Napoli, regia Gabriele Russo con Daniele Russo, Sergio Del Prete